# 末広町 (名古屋市)
末広町（すえひろちょう）は、愛知県名古屋市中区の地名。1丁目から3丁目までがあった。同区栄二丁目・栄三丁目・大須二丁目・大須三丁目の各一部に相当する。

## 地理
東は住吉町3丁目・矢場町1丁目および2丁目、西は白川町3丁目・4丁目・5丁目、南は門前町1丁目、北は鉄砲町3丁目に接していた。

### 学区
- 高等学校 - 尾張学区
- 中学校 - 名古屋市立前津中学校
- 小学校 - 名古屋市立栄小学校[2][3]

### 人口
国勢調査による人口の推移
| 1950年（昭和25年） | 446人 |  |
| 1955年（昭和30年） | 528人 |  |
| 1960年（昭和35年） | 631人 |  |
| 1965年（昭和40年） | 545人 |  |

## 歴史

### 地名の由来
町幅が南へ行くほど広がることから名付けられたとする説と、扇が関なる関所が所在していたことによるとする説があるという。

### 沿革
- 寛永7年 - 従来松原であった地を開発して町家としたことから、松原町と称した[1]。
- 宝永5年 - 時の将軍徳川綱吉の養女松姫の名を避けるため、末広町と改めた[1]。
- 明治4年（1872年） - 花屋町筋から門前町木戸間と花屋町の本町筋の東西を編入する[4]。
- 明治5年（1873年） - 従来の上之切・中之切・下之切を1丁目から3丁目までに改めた[4]。
- 1878年（明治11年）12月28日 - 名古屋区成立に伴い、同区末広町となる[5]。
- 1889年（明治22年）10月1日 - 名古屋市成立に伴い、同市末広町となる[5]。
- 1908年（明治41年）4月1日 - 中区成立に伴い、同区末広町となる[1]。
- 1912年（明治45年）4月 - 富士生命保険株式会社が名古屋出張所を設置する[6]。
- 1912年（大正元年）11月15日 - 2丁目に株式会社太陽銀行が資本金2万円で成立[7]。
- 1912年（大正元年） - 3丁目に株式会社日本蓄音器商会が名古屋営業所を設置する[8]。
- 1944年（昭和19年）2月11日 - 栄区成立に伴い、同区末広町となる[1]。
- 1945年（昭和20年）11月3日 - 栄区廃止に伴い、中区末広町となる[1]。
- 1966年（昭和41年）3月30日 - 住居表示の実施に伴い、1丁目・2丁目の全域と3丁目の一部が、中区栄二丁目・栄三丁目にそれぞれ編入される[1]。
- 1969年（昭和44年）10月21日 - 住居表示の実施に伴い、残存していた3丁目の一部が、中区大須二丁目・大須三丁目に編入され、消滅[1]。

## 施設
- 若宮八幡社